# Alastor minutepunctatus
Alastor minutepunctatus är en stekelart som beskrevs av Giordani Soika 1950. Alastor minutepunctatus ingår i släktet Alastor och familjen Eumenidae. Inga underarter finns listade i Catalogue of Life.